# Чаувай (айылный аймак Уч-Коргон, бывший Чаувайский айылный аймак)
Чаувай (кирг. Чаувай) — село в Кадамжайском районе Баткенской области Кыргызстана. Входит в состав айылного аймака Уч-Коргон. Расположено на северных склонах Алайского хребта.
Возник при ртутном руднике. В 1947—2012 годах Чаувай имел статус посёлка городского типа. Действует детский сад «Мээрим» и средняя школа № 18 имени Б. Кулбаева.

## Население
| 1959 | 1970 | 1979 | 1989 | 2011 |
| ---- | ---- | ---- | ---- | ---- |
| 2146 | 1874 | 2427 | 2072 | 2000 |